# Филарет (Дроздов)
Митрополи́т Филаре́т (в миру Васи́лий Миха́йлович Дроздо́в; 26 декабря 1782 [8 января 1783], Коломна, Московская губерния — 19 ноября (1 декабря) 1867, Москва) — епископ Российской церкви; с 3 июля 1821 года архиепископ (с 22 августа 1826 — митрополит) Московский и Коломенский. Действительный член Академии Российской (1818); почётный член (1827—1841) Императорской академии наук и впоследствии ординарный академик (1841) по Отделению русского языка и словесности.
В 1994 году Русской православной церковью прославлен в лике святых в святительском чине. День памяти — 19 ноября (2 декабря).

## Детство и образование
Василий Дроздов родился 26 декабря (второй день Рождества Христова) 1782 года в семье диакона Успенского кафедрального собора в Коломне. Все предки его по отцу и матери были духовного звания. Дед по материнской линии был протоиереем Богоявленской церкви.
Отец будущего митрополита — Михаил Фёдорович — женился 10 января 1782 года на Евдокии Никитичне Филипповой (1765?-1853); 6 февраля того же года был поставлен диаконом Успенского собора, но жил вначале у своего тестя, при Богоявленской церкви, где и родился их первый ребёнок. Василий Дроздов был крещён в Богоявленской церкви с наречением в честь святителя Василия Великого, в день памяти этого святого, 1 января 1783 года. В феврале семья переехала в дом (ныне улица Толстикова, 52) при церкви Троицы в Ямской слободе, к которой был определён священником Михаил Дроздов. Отец Михаил преподавал также в Коломенской духовной семинарии, собрал богатую домашнюю библиотеку.
В возрасте девяти лет, 20 декабря 1791 года, Василий Дроздов был отдан учиться в Коломенскую семинарию, где одним из его наставников был Василий Протопопов. В 1799 году, одновременно с упразднением Коломенской епархии, закрыта была и Коломенская семинария. Бывшим её ученикам было дозволено поступить в духовные учебные заведения Московской епархии. По совету отца Василий Дроздов отправился в Троицкую лаврскую семинарию в Сергиев Посад, где с целью зачисления в философский класс по настоянию отца был подвергнут экзамену по логике дефиниции. В марте начал обучение: слушал курсы богословия, истории, греческого и еврейского языков.
Проявив изрядные способности в изучении языков и риторики, Василий Дроздов обратил на себя внимание митрополита Платона (Левшина) и, окончив семинарию в ноябре 1803 года, был оставлен при ней преподавателем греческого и еврейского языков. В 1806 году Дроздов стал учителем поэзии; с 1808 года — высшего красноречия и риторики.
В августе 1804 года Василию представился случай побывать в родном городе. В Коломенском Успенском соборе заканчивалась роспись, и туда ожидали на обновление храма митрополита Платона.

Казалось бы, чем больше росло в нём самосознание взрослого человека, тем сильнее должно было бы возрастать чувство самостоятельности, но наблюдается нечто обратное… и всякий раз, когда перед ним встают те или иные материальные или моральные затруднения, он немедленно обращается за советом к своему родителю.
— Один из составителей биографии святителя Филарета.
В августе 1806 года Василий Дроздов был назначен проповедником.

## Монашеский постриг
Ещё в начале 1806 года митрополит Платон, верный своему обыкновению склонять учащихся и наставников к принятию монашества, предложил Дроздову принять монашество. Василий Михайлович долго колебался, советовался с родителем, который отвечал: «…Всё зависит от способностей и склонностей каждого. Их можно знать самому…». И вот в одном из писем сообщалось:

Батюшка! Василья скоро не будет; но вы не лишитесь сына: сына, который понимает, что Вам обязан более, нежели жизнью, чувствует важность воспитания, знает цену Вашего сердца.

Наконец, 16 ноября 1808 года в Трапезной церкви Троице-Сергиевой лавры наместником Лавры архимандритом Симеоном Василий Дроздов был пострижен в монашество с именем Филарет, в честь праведного Филарета Милостивого.

## Хиротония и ректорство
Через пять дней после монашеского пострига, 21 ноября 1808 года митрополитом Платоном он был рукоположён во иеродиакона.
В 1809 году, уже в сане иеродиакона, был переведён в Санкт-Петербург; 28 марта того же года рукоположён во иеромонаха и назначен инспектором Петербургской духовной семинарии. В августе 1809 года был определён ректором в новоучреждённое при семинарии Александровское уездное училище (с сохранением прежней должности).
В 1810 году был назначен на должность бакалавра церковной истории Санкт-Петербургской духовной академии; 30 июня 1811 года «Всемилостивейше пожалован, за отличие в проповедывании Слова Божия» наперсным крестом с драгоценными камнями; 8 июля 1811 года возведён в сан архимандрита.
С 11 марта 1812 года был определён ректором Санкт-Петербургской духовной академии и профессором кафедры догматического богословия. Оставаясь в должности до 1819 года, радикально модернизировал программу преподаваемых дисциплин. В 1814 году Комиссия духовных училищ возвела его в звание доктора богословия.
Был близким помощником и союзником митрополита Новгородского и С.-Петербургского Амвросия (Подобедова), что вызывало недружелюбие другого влиятельного при царском дворе иерарха того времени — честолюбивого и светски образованного архиепископа Калужского (впоследствии Рязанского) Феофилакта (Русанова), домогавшегося столичной кафедры и бывшего с 29 ноября 1807 года членом новоучреждённого при Святейшем Синоде «Комитета о усовершении духовных училищ» (с 26 июня 1808 году «Комиссии духовных училищ»), который находился в фактическом ведении влиятельного реформатора М. М. Сперанского.
27 марта 1812 года определён настоятелем новгородского Юрьева монастыря; в марте 1816 года — московского Новоспасского монастыря — с оставлением при Академии. 29 июня 1813 года причислен к ордену Св. Владимира — сразу ко 2-й степени, минуя низшие ступени.
В 1816 году были изданы, написанные им, «Записки на книгу Бытия» (1200 экземпляров) и «Начертания церковно-библейской истории».
Зимой 1815 года заболел его отец. Филарет горячо молился о нём; как рассказывал сам Филарет, «нечто неведомое» подало ему весть о смерти отца. Вскоре из Коломны пришло подтверждение: 18 января 1816 года скончался протоиерей Михаил Дроздов.

Да будет воля Его во всем! Должно и всем готовится вслед за тем, о ком теперь проливаем слезы. Господь наш, сущий воскресение и Жизнь, да дарует ему и нам благодать узреть друг друга в воскресении жизни!
— Письмо Филарета матери.
Отец святителя был похоронен на Петропавловском кладбище Коломны.

## Епископство
По представлению митрополита Амвросия (Подобедова) 23 июля 1817 года Филарету было повелено быть епископом Ревельским, викарием Санкт-Петербургской епархии с оставлением за ним должности ректора академии и управляющего Новоспасским монастырём.
5 августа 1817 года в Троицком соборе Александро-Невской лавры митрополитом Амвросием (Подобедовым) был хиротонисан во епископа; 26 августа 1818 года причислен к ордену Св. Анны 1-й степени.
15 марта 1819 года был назначен на Тверскую кафедру в сане архиепископа; тогда же стал членом Святейшего синода (с 1842 года и до самой смерти, оставаясь синодальным членом, ввиду своей размолвки с Обер-прокурором Н. А. Протасовым, не был вызываем для заседания в Синоде, равно как и другой видный иерарх того времени митрополит Киевский Филарет (Амфитеатров)).
Именным высочайшим указом от 26 сентября 1820 года «архиепископу Филарету повелено быть архиепископом Ярославским».

### На Московской кафедре

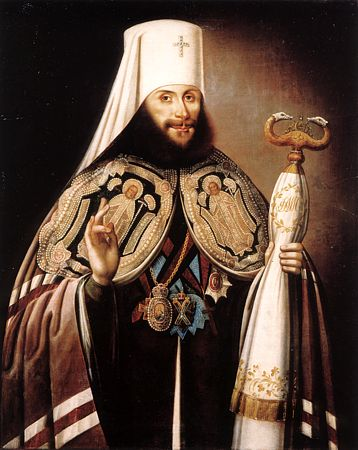
Митрополит Филарет

Назначение Филарета на московскую кафедру 3 июля 1821 года было с энтузиазмом воспринято жителями города. «Народ очень любит Филарета, особенно за то, что служит везде, где только есть торжество какое-либо, праздник, или где приглашают. Покойный Серафим не мог это делать по слабости своего здоровья, а Августин был очень груб и горд», — писал в декабре этого года Александр Булгаков.
2 июня 1823 года «за деятельное служение Церкви и духовному просвещению…, за назидательные труды в поучение пастве и начертание по духу Православной восточной Церкви и в разуме Евангельской истины Катехизиса, одобренного Святейшим Синодом», причислен к ордену Святого Александра Невского.
Тем не менее, в марте 1824 года епископ Григорий (Постников) писал архиепископу Филарету: «В Москве многие Вами недовольны, именно потому что Вы слишком учёны, большей частью непонятны (извините меня, давно я говорил вам, что проповеди должно писать проще), проповеди говорите только из ума, без участия сердца и что в некоторых случаях поступаете уже слишком строго; но, что впрочем, там уважают Вас за справедливость».
Филарет сыграл ключевую роль в совершении акта престолонаследия от Александра I к Николаю I. Ещё в июле 1823 года по поручению Александра I архиепископ Филарет в глубочайшей тайне составил манифест о переходе прав на российский престол от цесаревича Константина Павловича к великому князю Николаю Павловичу; 16 (28) августа 1823 года манифест был утверждён и спустя 11 дней получен Филаретом в конверте с собственноручной надписью императора: «Хранить в Успенском соборе с государственными актами до востребования моего, а в случае моей кончины открыть Московскому епархиальному архиерею и Московскому генерал-губернатору в Успенском соборе прежде всякого другого действия».
В послужном списке Филарета было указано:

По случаю восшествия <…> Императора Николая Павловича на прародительский престол, вследствие представления Его Величеству описания открытия хранившегося в Успенском соборе акта <…> Императора Александра Павловича, Всемилостивейше пожалован бриллиантовым крестом, для ношения на клобуке.
Участвовал в совершении чина венчания на царство императора Николая I 22 августа 1826 года; в тот же день был возведён в сан митрополита. С этим монархом имел непростые отношения, что было в основном обусловлено многочисленными донесениями императору, в которых московского святителя обвиняли в политической неблагонадёжности. Повод для таких мнений дали два его слова, сказанные им в сентябре и начале октября 1830 года в Москве в условиях эпидемии холеры; проповеди говорили о прегрешениях ветхозаветного царя Давида, за которые Израилю были посланы испытания и кары, — в чём многие тогда усмотрели критику нового императора. Тем не менее, 19 апреля 1831 года «за ревностное и многодеятельное служение в Архипастырском сане, достойно носимом, и притом многие похвальные подвиги и труды на пользу Церкви и Государства, постоянно оказываемые, Всемилостивейше сопричислен к ордену Св. Ап. Андрея Первозванного».
Дерптский университет 2 ноября 1827 года присвоил звание почётного доктора философии двум митрополитам — Евгению (Болховитинову) и Филарету (Дроздову).
Освятил десятки московских храмов, построенных и реконструированных по его благословению, в том числе 18 октября 1853 года — храм Богоявления в Елохове.
В августе 1837 года — в день 25-летия Бородинского сражения участвовал в закладке храма Христа Спасителя, а позднее содействовал его возведению. 26 марта 1839 года сопричислен к ордену Святого Равноапостольного князя Владимира первой степени Большого креста.
3 апреля 1849 года «за неусыпные попечения о вверенной Епархии, при многолетней опытности и назидательном проповедании слова истины, которые являют просвещённо-ревностного Пастыря стада Христова, и уважая сии отличные достоинства и неутомимо совершаемые в пользу православной Церкви и Отечества подвиги, Всемилостивейше пожалован алмазными знаками ордена Св. Андрея Первозванного».
26 августа 1856 года совершил священное коронование Александра II. В конце 1850-х годов, когда в повестку государственных дел был поставлен вопрос о крестьянской реформе, был против отмены крепостного права; император Александр, тем не менее, настоял на том, чтобы окончательная редакция Манифеста 19 февраля 1861 года была выработана им, чему он был вынужден подчиниться, значительно сократив прежнюю редакцию текста и изъяв из него ряд эмоционально-радостных оборотов.
5 августа 1867 года, в день пятидесятилетия служения в епископском сане, высочайшим рескриптом за многолетнюю просветительскую, благотворительную и пастырскую деятельность митрополиту Филарету предоставлено право, по киевскому обычаю, преднесения креста в священнослужении, ношение креста на митре и двух панагий на персях. При сем пожалована украшенная драгоценными каменьями панагия на бриллиантовой цепочке с изображением на оборотной стороне вензелей императора и двоих предшественников его, при которых проходил своё служение, и с надписью вокруг неё: «Преосвященному Митрополиту Филарету, в память пятидесятилетнего служения Церкви и Отечеству, 5-го Августа 1817 — 5 Августа 1867 г., в царствование Александра I, Николая I и Александра II»; а в вознаграждение заслуг собственно государственных пожалованы портреты Александра II и двоих его предшественников, соединённые вместе, осыпанные бриллиантами и украшенные большою императорскою короною.

### Монастыри, основанные по благословению митрополита
Митрополит Филарет любил монастырский уклад жизни и строгое уставное богослужение. За время управления Московской епархией с его благословения и при неустанном попечении были основаны несколько новых монастырей:
1. Борисоглебский Аносин женский монастырь — в 1823 году;
2. Троице-Одигитриева Зосимова женская пустынь — в 1826 году;
3. Ново-Алексеевский женский монастырь — в 1837 году;
4. Спасо-Бородинский женский монастырь — в 1839 году;
5. Спасо-Преображенский Гуслицкий мужской монастырь — в 1858 году[22];
6. Спасо-Влахернский женский монастырь — в 1861 году;
7. Всехсвятский женский единоверческий монастырь — в 1862 году;
8. Никольский мужской единоверческий монастырь — в 1866 году.

И несколько новых монастырских скитов:
1. Гефсиманский мужской скит Троице-Сергиевой лавры — в 1844 году;
2. Черниговский мужской скит Троице-Сергиевой лавры — в 1851 году;
3. Общежительная пустынь Святого Духа Утешителя (Параклита), скит Троице-Сергиевой лавры — в 1858 году;
4. Боголюбская мужская киновия Троице-Сергиевой лавры — в 1859 году.

Последним с благословения и по ходатайству святителя Филарета к императору был организован и открыт Московский Никольский мужской единоверческий монастырь — первый в Московской епархии мужской единоверческий монастырь. Торжественное открытие состоялось 16 мая 1866 года, но сам святитель по болезни присутствовать на открытии не смог и послал своего викария Леонида, епископа Дмитровского. Попечению об устройстве этого монастыря святитель посвятил последние месяцы своей жизни. Святитель прилагал немалые заботы об обращении старообрядцев из раскола к православию. В Москве при нём 7 июля 1856 года были запечатаны алтари старообрядческого Покровского собора. С благословения святителя Филарета в Московской епархии открыты три православных монастыря в местах расселения старообрядцев — это упомянутый Никольский мужской единоверческий монастырь, Всехсвятский женский единоверческий монастырь, и ещё ранее Спасо-Преображенский Гуслицкий мужской монастырь, но в последнем, несмотря на желание святителя, так и не удалось ввести единоверческое правило и устав.

### Русский переводСвященного Писания

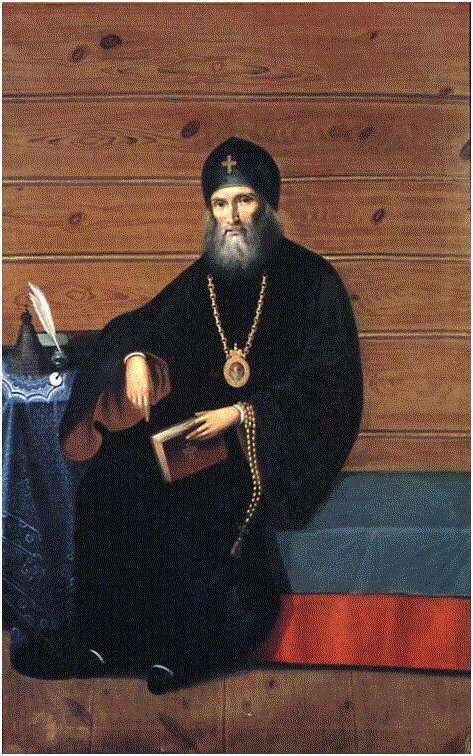
Митрополит Филарет (Дроздов) в своей келье, 1850 год

Во время работы в Санкт-Петербургской Духовной академии им был начат труд всей его жизни, связанный с переводом на русский язык Священного Писания Ветхого и Нового Завета.
Филарет вступил в Российское библейское общество сразу же по его основании и оставался его членом до конца, то есть до официального запрещения общества в 1826 году. С 1814 года — директор Общества; с 1816 года — вице-президент. Для Библейского общества он перевёл на русский язык Евангелие от Иоанна. Ему было поручено наблюдение над изданием первой славяно-русской билингвы Четвероевангелия (СПб., 1817). Он же написал предисловие к русскому переводу Псалтири, вышедшему в январе 1822 года, сделанному протоиереем Герасимом Павским в сотрудничестве с Филаретом. В 1822 году вышло «издание Нового Завета на славянском языке с переводом на употребительное Русское наречие»; в мае 1822 года он сообщал в Св. Синод: «Требования на оные душеспасительные книги столь много, что в три дня по отпечатании Нового Завета продано до 350 экземпляров и Псалтири 300 экземпляров. Сотоварищества и корреспонденты требуют их во множестве». В 1823 году вышло русское издание Нового Завета, — с предисловием Филарета, под которым подписались также митрополит Серафим (Глаголевский) и архиепископ Тверской Иона. Ему также принадлежат Таблицы чтений из Свящ. Писания, церковной и гражданской печати (СПб., 1819), предназначенные для учебных целей, а также «Хрістіанскій Катихизисъ Православныя Каөолическія Греко-Россійскія Церкви», напечатанный в Санкт-Петербургской Синодальной типографии в мае 1823 года.
Столь деятельное участие Филарета в трудах Общества вооружило против него противников русского перевода Библии, в особенности архимандрита Фотия (Спасского) и митрополита Серафима (Глаголевского). На состоявшемся 26 февраля 1822 года 9-м генеральном собрании московского отделения общества (в зале университетского благородного пансиона) Филарет указывал: 

Есть люди, которые на Библейское общество, для них незнакомое, смотрят с недоумением и заботливостью по тому самому, что Библия для них драгоценна, христианство любезно, и потому они опасаются, чтобы сие сокровище не было расточено неправильным употреблением, чтобы святыня сия не была нарушена недостойными руками… Для чего сие новое заведение, — спрашиваете вы. Но что здесь новое? Догматы? Правила жизни? Но Библейское общество не проповедует никаких, а дает в руки желающим книгу… Разница только та, что общество, при обилии средств, может сие делать успешнее прежнего. Неужели новый успех в обыкновенном деле есть новость, достойная осуждения?— Корсунский И. Н. Филарет, митрополит московский, в его отношениях и деятельности к вопросу о переводе Библии на русский язык. — М., 1886. — С. 37
В мае 1824 года председателем Библейского общества был назначен митрополит Серафим (Глаголевский) и в декабре того же года он представил Александру I доклад о связи Библейского общества с мистическими лжеучениями и о необходимости его закрытия. По воцарении Николая I Библейское общество было закрыто; дело перевода Священного Писания — приостановлено.
Только в 1856 году Филарет смог вновь поднять в Святейшем Синоде вопрос о русском переводе Библии. Митрополит Киевский Филарет (Амфитеатров), хотя и был другом московского святителя, открыто выступил против «русской Библии». Александр II распорядился ознакомить Филарета Московского с доводами Киевского митрополита. В ответ на них Филарет составил записку в защиту русского перевода. Было организовано Синодальное рассуждение. Филарет (Дроздов) указывал, что русский язык не уступает славянскому в выразительности, что отцы Церкви и вся ранняя Церковь держались Септуагинты, потому что в то время греческий язык был наиболее распространённым в Империи. Далее, Филарет отмечал, что церковнославянский текст Библии содержит много непонятного не только для простого народа, но и для рядового духовенства. Предложение митрополита Киевского частично русифицировать церковнославянский текст Филарет отверг, полагая, что подобная полумера только внесёт путаницу. Подводя итог, митрополит писал, что «православная Российская Церковь не должна лишать православный народ чтения Слова Божия на языке современном, общевразумительном, ибо такое лишение было бы несообразно с учением святых отец и духом восточно-кафолической церкви, с духовным благом православного народа». Он выразил сожаление, что вынужден «входить в состязание» по вопросу столь очевидному и полемизировать с «досточтимым мужем», то есть Филаретом Киевским.
Мнение Московского святителя оказалось решающим, и дело русского перевода Священного Писания получило ход.
Велик вклад митрополита Филарета в выработку принципов перевода. Ещё в 1845 году он обосновал необходимость использования масоретского текста при переводе. Однако его статья по данному вопросу (О догматическом достоинстве и охранительном употреблении греческого Семидесяти толковников и славянского переводов Свящ. Писания) вышла лишь при Александре II (М., 1858). В ней Филарет, указывая на римскую тенденцию следовать только Вульгате и протестантскую, которая при переводе Ветхого Завета ориентировалась лишь на еврейский текст, предлагал принимать во внимание как Септуагинту, так и масоретский текст. Греческий перевод важен, ибо «в нём можно видеть зеркало текста еврейского: каков он был за двести и более лет до Рождества Христова». Наряду с тем, по мнению Филарета, высокую ценность имеет и церковнославянский перевод, поскольку он — один из древнейших в Европе.
Полная русская Библия вышла из печати уже после его кончины в 1876 году.

## Кончина
По преданию, незадолго до смерти Филарету во сне явился отец, сказавший ему: береги 19-е число. С тех пор митрополит Филарет 19-го числа каждого месяца старался обязательно служить литургию.
19 ноября 1867 года после совершённой им с особым чувством и слезами литургии Филарет принимал в своих покоях нового московского губернатора и беседовал с ним довольно долго. Перед обедом сел заниматься письменными делами. Через 10 минут пришли напомнить ему об обеде и нашли его коленопреклоненным с опершимися в пол руками. Он уже не мог говорить и на исходе второго часа скончался. О его смерти возвестили двенадцать ударов большого колокола Иоанновской колокольни.
Он был погребён в дорогой его сердцу Троице-Сергиевой лавре, в пристроенном по его благословению к храму Сошествия Святого Духа приделе святого Филарета Милостивого.

## Прославление и открытие мощей
В последние годы святительства митрополит Филарет пользовался огромным авторитетом в Церкви; память его была почитаема по смерти. В 1883 году в Москве праздновался столетний юбилей со дня рождения московского владыки. Основные торжества проходили в Чудовом монастыре в Кремле.
Реставрация Троице-Сергиевой лавры в конце 1930-х годах началась с разборки позднейших обстроек церкви Сошествия Святого Духа, включая Филаретовский придел.
После передачи Троице-Сергиевой лавры Московской патриархии в Патриарших покоях был освящён домовой храм во имя святителя Филарета Милостивого. В день ангела митрополита, 1 (14) декабря, в Московской духовной академии стали устраивать Филаретовские вечера.

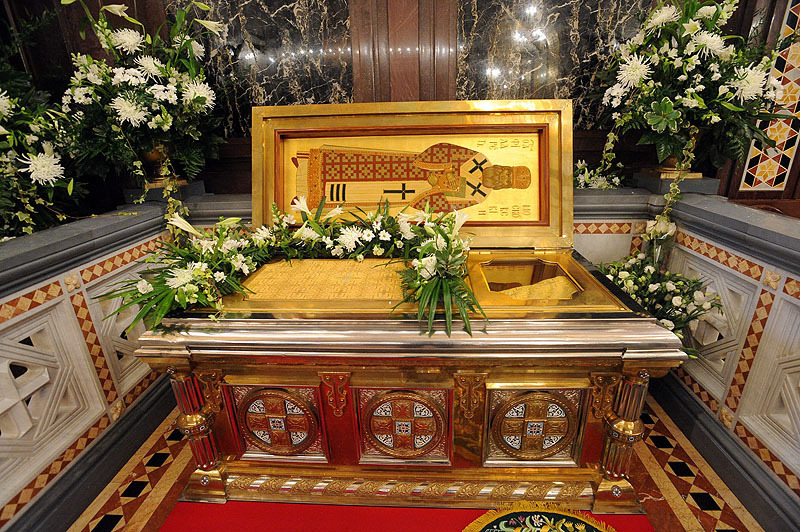
Рака с мощами святителя Филарета Московского. Храм Христа Спасителя

В 1994 году Архиерейским собором Русской православной церкви святитель Филарет был причислен к лику святых; память — 19 ноября по юлианскому календарю.
С 1994 года имя святителя Филарета носит Московская высшая православно-христианская школа (ныне Свято-Филаретовский православно-христианский институт).
9 июня 2004 года — состоялось перенесение мощей митрополита Филарета из Троице-Сергиевой лавры в храм Христа Спасителя в Москве, где они почивают в настоящее время в раке к югу от Царских врат верхнего храма.
В честь святителя Филарета освящён престол нижнего храма домовой церкви святой Мученицы Татианы при МГУ.
27 мая 1998 года в городе Зеленограде открыта первая православная школа во имя святителя Филарета Московского.
В 2017 году астероид основного пояса, открытый Людмилой Карачкиной в 1982 году в Крымской астрофизической обсерватории, обрёл имя Филарет.

### В Коломне
В конце XIX века в Коломне действовало братство во имя святителя Филарета Милостивого, тезоименитого святого митрополиту Московскому.
В 1996 году близ храма Святых апостолов Петра и Павла в Мемориальном парке Коломны был поставлен памятный крест погребённым здесь родственникам святителя Филарета.
В 2016 году ул. Болотникова была переименована в ул. святителя Филарета.
Считается небесным покровителем Коломны.

## Оценка современников
Как человек незаурядный, Филарет вызывал у современников разные чувства и суждения о себе.
Архиепископ Амвросий (Ключарёв) в воспоминаниях о нём отмечал:

… в великой душе митрополита Филарета было два человека: человек ума, закона, долга, правды, порядка, и — человек глубоко затаенной любви, кротости и милости. Только тот, кто имел счастье взглянуть в эту внутреннюю сторону жизни великого святителя, может иметь о нём цельное и верное понятие.
Консерваторы считали Филарета масоном и тайным протестантом, называя «якобинцем в богословии» и «карбонарием»; либералы, напротив, видели в нём обскуранта.
Партия Шишкова и Аракчеева считала «Катихизис» Филарета вредной книгой, в частности, из-за того, что в его первоначальной редакции цитаты из Священного Писания приводились по-русски (так, Шишков считал, что заповеди Божии, молитва Господня «обезображены переложением на простонародный язык»). В результате выход «Катихизиса» был временно приостановлен. С другой стороны, реформаторы усматривали в «Катихизисе» мертвящую схоластику.
Филарет называл Библию «единым чистым и достаточным источником учения веры», что давало повод критикам усматривать в таком подходе протестантскую тенденцию. Первоначальная редакция «Катихизиса» не содержала раздела о Священном Предании. Филарет не считал правильным ставить знак равенства между Библией и Отцами Церкви.
По мнению И. А. Арсеньева, знавшего митрополита Филарета лично,

он имел огромное нравственное влияние во всех слоях общества <…> сердце мое не лежало к Филарету… На мой взгляд … он был эгоист, честолюбец и властолюбец, и при этом бессердечный, сухой аскет, с беспредельною нетерпимостию. <…> Внешность Филарета была невзрачна: небольшого роста, очень худощавый, с реденькой бородой, с пронзительными глазами и с чуть слышным, гнусящим голосом…
Меня всегда возмущало, когда я случайно попадал во время приема Филаретом несчастных приезжих, подчиненных ему священников: они доползали до него на четвереньках, не могли от страха произнести ни одного слова при «владыке», который грозно смотрел на этих скромных, забитых судьбою людей. Филарет, в их присутствии, превращался в Юпитера-громовержца, пред которым все должны были трепетать. <…> Раскольников, какого бы толка они ни были, Филарет не терпел, и был того мнения, что их необходимо преследовать во что бы то ни стало. По моей обязанности, я должен был объяснять его высокопреосвященству о частых несправедливостях, допускаемых при следствии против раскольников ни в чём неповинных. <…> Угнетая тех из своих подчиненных, которые не пользовались вескою протекциею, сильно покровительствовал всегда людям, имевшим связи, и своим родственникам, которых определял на доходные места.
Известны случаи признания митрополитом Филаретом своей неправоты: однажды он поехал к М. М. Тучковой извиниться за резко сказанное слово; в другой раз, на заседании Тюремного комитета в споре с Ф. П. Гаазом он признал себя неправым, сказав: «Христос забыл меня в эту минуту. Простите Христа ради».
Филарет обратил внимание на стихотворение Александра Пушкина «Дар напрасный, дар случайный», написав на него стихотворный ответ-наставление. Пушкин, в свою очередь, ответил в 1830 году стихотворением «В часы забав иль праздной скуки», где публично признал правоту священника и свою неправоту.
Как и ряд других святителей и подвижников (Феофан Затворник, Иоанн Кронштадтский, Иоасаф Белгородский), Филарет Московский использовал для своих подвижнических целей авторскую молитву, текст этой молитвы был положен в 1914 году на музыку лаврским иеромонахом Нафанаилом (Бачкало).

## Изучения наследия на современном этапе
Личность митрополита Филарета (Дроздова) привлекает внимание современных исследователей. Так, в Научном центре истории богословия и богословского образования (богословский факультет ПСТГУ) действует «Филаретовский проект», в рамках которого ведётся изучение биографии и трудов митрополита Филарета. С 2004 года издаётся ежегодный научный журнал «Филаретовский альманах», проводится ежегодная научная конференция в день его памяти 2 декабря. В 2005 году был издан библиографический указатель трудов митрополита Филарета и литературы о нём.

## Известные родственники
Филарет является двоюродным прапрадедом Николая Николаевича Дроздова (род. 1937) — советского и российского учёного-зоолога и биогеографа, доктора биологических наук, кандидата географических наук, профессора географического факультета МГУ (с 2000), ведущего телепередачи «В мире животных» (1977—2018), путешественника и популяризатора науки.

## Некоторые труды
1. Молебное пение об избавлении Церкви и державы Российския от нашествия галлов и с ними двадесяти языков, 1814.
2. Разговор между испытующим и уверенным о Православии Восточной Греко-российской церкви с присовокуплением выписки из окружного послания Фотия, патриарха Цареградского, к восточным патриаршим престолам. СПб, 1815 (по просьбе кн. Голицына).
3. Начертание церковно-библейской истории, 1816.
4. Акафист Пресвятой Богородице (Приб. к твор. св. отцов, 1855, ч. XIV).
5. Ежедневная молитва св. Филарета Московского (Дроздова). Дата обращения: 5 января 2011. Архивировано 28 ноября 2012 года.
6. Изъяснение о проклятии, наложенном от собора 1667 г. (Приб. к твор. св. отцов, 1855, ч. XIV). РГБ
7. О догматическом достоинстве и охранительном употреблении греч. 70 толковников и славянского переводов Св. Писания, сост. в 1845 г. (Приб. к твор. св. отцов, 1858, ч. XVII, сост. в 1845 г. (Приб. к твор. св. отцов, 1858, ч. XVII. М., 1858).
8. Перевод Евангелия от Иоанна на рус. язык. СПб, 1819.
9. Таблица чтения из Св. Писания, церковной и гражданской печати (изд. главн. правл. училищ. СПб, 1819).
10. Толкование на 11 псалом (напис. в 1820 г. — Чтен. в общ. люб. дух. просвещ., 1873).
11. Собрание проповедей митр. Моск. Филарета, первое изд. СПб, 1820, последующие: СПб, 1821, 1822, 1835, 1844, 1845 (3 тома); 1847—1848 (I и II тома); 1861 (III том); 1873—1885 (посмертное издание) в пяти томах; изд. под заглавием: Сочинения Филарета, митр. Моск. и Коломенского.
12. Исторические чтения из книг Ветхого Завета. СПб, 1822.
13. Житие преп. и богоносного отца нашего Сергия, почерпнутое из достоверных источников, читанные (впервые) в Лавре его на всенощном бдении июля 4 в 1822 г. М., 1822.
14. Христианский катихизис Православныя кафолическия восточныя греко-российския церкви. СПб, 1823 и доп. изд. 1828, 1839.
15. Краткий катихизис Православныя кафолическия греко-российския церкви. СПб, 1824.
16. Пушкин от мечтания перешедший к размышлению (стихотворение, написанное в ответ на стихи Пушкина «Дар напрасный…» в журнале «Звездочка», 1848, № 10).
17. Полное собрание резолюций Филарета, митрополита Московскаго, с приложением портрета / с предисл. и примеч. проф. И. Н. Корсунского и протопресвитера Московского Большого Успенского собора В. С. Маркова. 1903, 1914 Том 1 РГБ, Том 2 Вып. 1 РГБ, Том 2 Вып. 2 РГБ, Том 2 Вып. 3 РГБ, Том 3 Вып. 1 РГБ, Том 4 РГБ, Том 5 Вып. 1 РГБ, Том 5 Вып. 2 РГБ Том 5 Вып. 3 РГБ
18. Пред высочайшим вступлением в Успенский собор для священного коронования и миропомазания, его императорскому величеству государю императору Николаю Павловичу, самодержцу всероссийскому речь, говоренная Синода членом, Филаретом, архиепископом Московским августа 22 дня, 1826 года РГБ
19. Предложения речи преосвященного митрополита Филарета, в день высокоторжественного коронования его императорского величества на французский, англинский [!], итальянский, немецкий и испанский языки, служащим при Министерстве иностранных дел, титулярным советником Голенищевым-Кутузовым, 1826 РГБ
20. Речь благочестивейшему государю императору Николаю Павловичу, самодержцу всероссийскому, при сретении его императорского величества, в Свято-Троицкой Сергиевой лавре, говоренная Святейшего правительствующего синода членом Филаретом, митрополитом Московским, сентября 25 дня, 1826 года РГБ
21. Слово, в присутствии её императорского величества государыни императрицы Марии Феодоровны, при гробе блаженной памяти государыни императрицы Елисаветы Алексеевны, в Можайском Николаевском соборе, говоренное синодальным членом Филаретом, архиепископом Московским, мая 26 дня, 1826 года РГБ
22. Слово по случаю перенесения чрез Москву тела в бозе почившего государя императора Александра Павловича всея России, говоренное в Кафедральном Архангельском соборе синодальным членом Филаретом, архиепископом Московским, февраля 4 дня, 1826 года РГБ
23. Слово по случаю возложения на раку мощей иже во святых отца нашего Алексия, митрополита Московского, от благочестивейшего государя императора Николая Павловича принесенного покрова и медали за Персидскую войну, говоренное в Кафедральной церкви Чудова монастыря синодальным членом Филаретом, митрополитом Московским, мая в 27 день, 1828 года РГБ
24. Слово в день восшествия на всероссийский престол благочестивейшего государя императора Николая Павловича, говоренное в Кафедральной церкви Чудова монастыря ноября 20 дня, 1830 года, синодальным членом Филаретом, митрополитом Московским РГБ
25. Беседа о сложении перстов для крестного знамения и для благословения, Санкт-Петербург, 1836
26. Записки, руководствующие к основательному разумению Книги Бытия, заключающие в себе и перевод сей книги на русское наречие. М., 1867. РГБ
27. Правила благоустройства монашеских братств в Москве / [Сост. высокопреосвященнейшим Филаретом, митр. Моск. в 1852 г. и с 1853 г., по утв. Святейшим синодом, введены в действие в моск. епарх. монастырях], Москва, 1868 РГБ
28. Несколько резолюций московского митрополита Филарета по епархиальным и училищным делам, Москва, 1877 РГБ
29. Письма Филарета, митрополита Московского и Коломенского к высочайшим особам и разным другим лицам, Тверь, 1888 РГБ
30. Христианское учение о царской власти и об обязанностях верноподданных: мысли, вкратце извлеченныя из проповедей Филарета, митрополита Московскаго / собрал Порфирий Кременецкий, Тверь, 1888 РГБ
31. Толкование церковной молитвы «О соединении всех»

## Комментарии
1. ↑  Любопытно мнение Александра Герцена: «Филарет представлял какого-то оппозиционного иерарха, во имя чего он делал оппозицию, я никогда не мог понять. Разве во имя своей личности. <…> Подчинённое ему духовенство трепетало его деспотизма; может, именно по соперничеству они ненавидели друг друга с Николаем. Филарет умел хитро и ловко унижать временную власть; в его проповедях просвечивал тот христианский, неопределённый социализм, которым блистали Лакордер и другие дальновидные католики. <…>»[12]. Исследователь истории русской богословской мысли и культуры протоиерей Георгий Флоровский: «<…> У Филарета была своя государственная теория, теория священного царства. Но она совсем не совпадала с официальной и официозной доктриной государственного суверенитета. <…> Филаретовский образ мыслей был вполне далёк и чужд государственным деятелям Николаевского времени. Филарет им казался опасным либералом»[13]